# Andek
Andek (ou Andek-Ngie) est une commune du Cameroun située dans la région du Nord-Ouest et le département de la Momo. Elle recouvre le territoire de l'arrondissement de Ngie.

## Organisation administrative de la commune

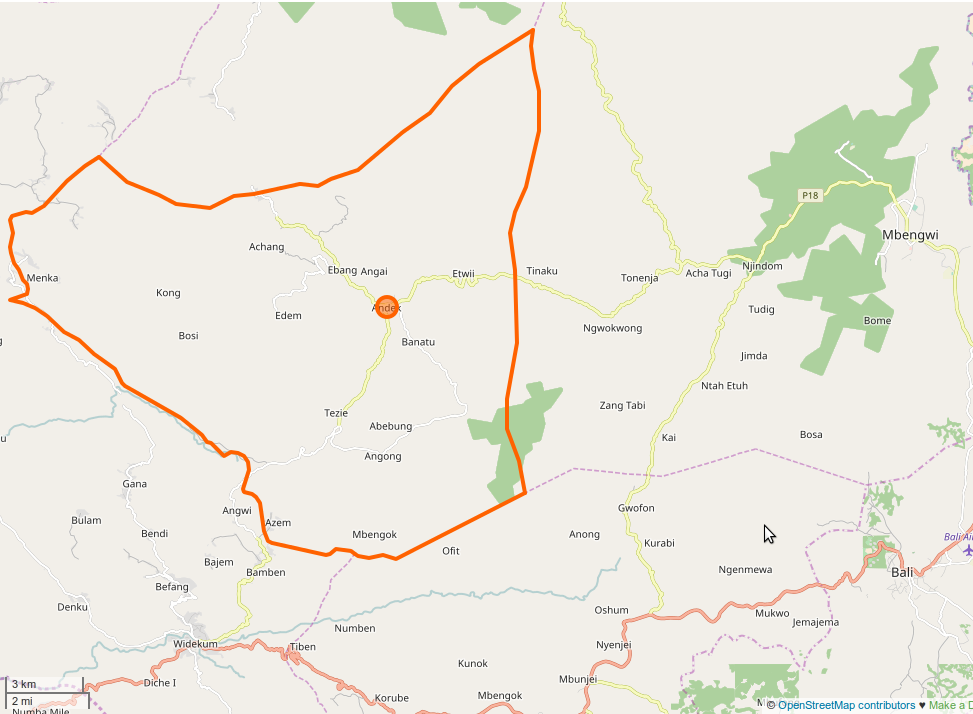
OSM d'Andek

La commune d'Andek qui couvre l'arrondissement de Ngie, comprend les villages suivants :
- Abebung
- Abechia
- Ajei
- Akuwu
- Angai
- Angong
- Azem
- Bassic
- Bonambufei
- Bonatu
- Ebang
- Echia
- Essaw
- Etoh
- Etwii
- Ngie Town
- Nkon
- Teze
- Tinechung